# Águas Vermelhas (ort)
Águas Vermelhas är en ort i Brasilien.   Den ligger i kommunen Águas Vermelhas och delstaten Minas Gerais, i den östra delen av landet, 700 km öster om huvudstaden Brasília. Águas Vermelhas ligger 735 meter över havet och antalet invånare är 16 409.
Terrängen runt Águas Vermelhas är huvudsakligen platt. Águas Vermelhas ligger nere i en dal.
Omgivningarna runt Águas Vermelhas är huvudsakligen savann. Runt Águas Vermelhas är det mycket glesbefolkat, med 6 invånare per kvadratkilometer.